# Foro UPnP
El foro UPnP lo componen más de  887 compañías, incluyendo líderes en la industria de la electrónica de consumo, informática, domótica, redes, movilidad, etc. Entre ellos algunos de los más populares: Siemens, Philips, IBM, Microsoft, Thomson, Motorola, Nokia, Intel, Honeywell y Ericsson.
El estándar y las distintas iniciativas empresariales de su grupo de asociados pretende una conectividad robusta entre los distintos dispositivos que rodean el hogar digital.